# Lödla
Lödla – miejscowość i gmina w Niemczech, w kraju związkowym Turyngia, w powiecie Altenburger Land, wchodzi w skład wspólnoty administracyjnej Rositz.